# Niel (decoración)

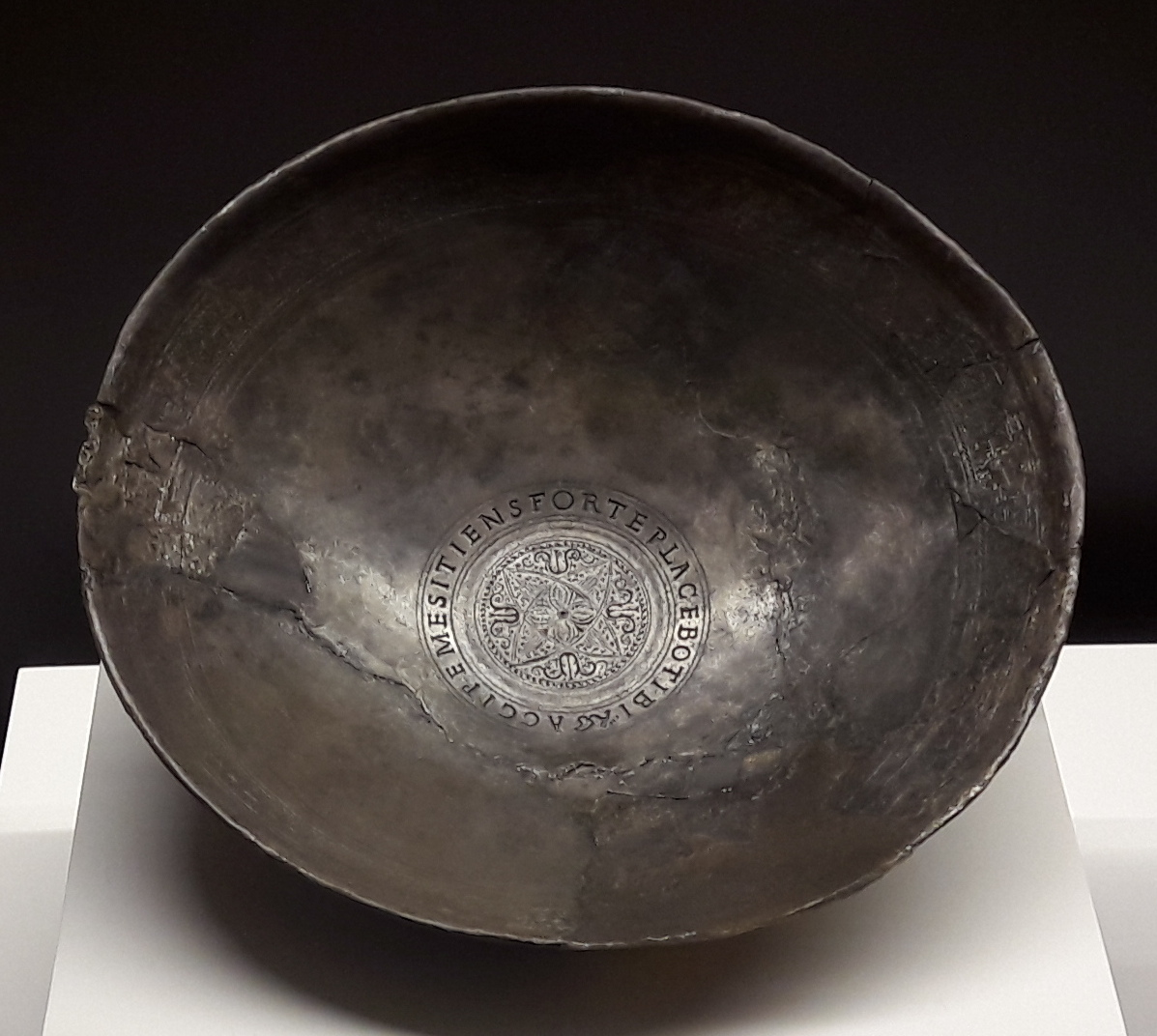
Pátera del decorada con la técnica del nielado (Museo de Málaga)

Se llaman nieles a los adornos ejecutados en metales preciosos que parecen incrustaciones negras sobre fondo claro o viceversa. Se llama nielado a la actividad de trabajar con nieles. 
Ciertos adornos ofrecen también figuras mezcladas con follajes ornamentales de estilo variado. El negro de esmalte de los nieles está formado por una mezcla de plata, cobre, plomo, bórax y azufre, adicionado con sal de amoniaco y pasado por el horno del esmaltador. 
Los nieles bizantinos y alemanes son muy estimables por su ejecución. Gracias a un orfebre florentino del siglo XV, Tomaso Finiguerra que sacaba pruebas en arcilla o en azufre de los grabados sin acabar y antes de la fusión del niel o esmalte negro se llegó a la impresión de pruebas en talla dulce. 
También se designan con el nombre de nieles las pruebas en azufre obtenidas por medio de una plancha destinada a llenarla de esmalte negro. 